# 存明寺
存明寺（ぞんみょうじ）は、東京都世田谷区北烏山四丁目にある寺院。真宗大谷派に属し、本山は東本願寺、正式名を「桜田山 存明寺」という。創建は1647年（正保4年）で、旧地は武蔵国豊島郡桜田（現在の警視庁付近）であった。後に芝金杉を経て1898年（明治31年）に麻布区麻布富士見町（現在の天現寺橋付近）に移転した。関東大震災罹災後の1927年（昭和2年）に、烏山の現在地に移転した。東日本大震災の被災地支援やグリーフケア、「ぞんみょうじこども食堂」などのさまざまな課題に積極的に取り組み、地域の人々とともに歩み続ける寺院である。

## 歴史
存明寺は、烏山寺町のメインストリートにあたる寺院通りに面し、そばに「寺院通三番」バス停留所が設けられている。寺域は幸龍寺（日蓮宗）と寺院通りをはさんで向かい合い、源正寺（浄土真宗本願寺派）と妙祐寺（浄土真宗本願寺派）がそれぞれ隣り合っている。
浄土真宗大谷派に属し、本山は東本願寺、正式名を「桜田山 存明寺」という
。創建は1647年（正保4年）4月8日にさかのぼり、旧地は武蔵国豊島郡桜田（現在の警視庁付近）であった。開基となった願龍は酒井氏の出で、1673年（寛文13年）4月13日に没している。
後に寺の地所が武家屋敷の御用地となったため、芝金杉中通へ移転した。『御府内備考続編』によれば、芝金杉中通の寺所は1657年（明暦3年）の大火によって類焼したため、同じく芝金杉の「本寺抱地ノ内五十八坪余」に再移転した。その後も数度にわたって火災に遭ったため、古記録や寺宝などが失われたという。
1898年（明治31年）11月に、麻布区麻布富士見町（現在の天現寺橋付近）に再々移転した。1923年（大正12年）9月1日に発生した関東大震災罹災後に、境内地のほとんどが道路に接収されたため残されたわずかばかりの土地に存明寺麻布説教所を設けた。なお、この説教所は佑浩寺（港区南麻布四丁目2番38号）という寺院となって現存する。
1927年（昭和2年）11月に、烏山の現在地（当時は北多摩郡千歳村大字烏山小字丸山であった）に移転した。移転の当時は田畑が広がり、富士山が目前に見渡せるほどの景色であったという。
本堂は八間四方で、名古屋の堂宮大工として当時名を知られた伊藤平左衛門の造築である。落慶法要は、1928年（昭和3年）3月25日に営まれた。
梵鐘は引き続いて麻布の頃からのものを用い、地域の人々に朝夕の鐘としてその音色はなじみ深いものであった。しかし、この梵鐘は第二次世界大戦の際に供出の憂き目に遭い、ついに戻ることはなかった。このときは、山門の門扉も一緒に供出したという。鐘楼も第二次世界大戦末期に寺院が陸軍兵士の兵舎として一時的に使用されたときに、柱4本などを切断して防空壕の支柱に流用されている。この防空壕の完成前に、第二次世界大戦は終戦を迎えた。
存明寺は、「親鸞聖人の教えを学ぶ」場であるとともに、さまざまな社会的課題に地域の人々とともに積極的に取り組む寺院である。東日本大震災の被災地支援やグリーフケアなどの他に、2015年（平成27年）9月30日に「ぞんみょうじこども食堂」を開設した。「ぞんみょうじこども食堂」では、住職夫妻などによってキーマカレーが提供されている。

## 境内と文化財

### 境内と伽藍
存明寺の寺域は東西に長く、大谷石積みの塀に囲まれている。山門は御影石造りで境内に入ると西南向きの本堂、表玄関、庫裏があって、その右側には土蔵が見えている。
境内は緑が豊かで、本堂裏手にはケヤキやサクラなどの大木が生育している。これらの木は、世田谷区の保存樹木となっている。
本堂は歴史の項で触れたとおり、名古屋の堂宮大工として当時名を知られた伊藤平左衛門によるものである。伊藤は日本建築の改良を志した人物でありその構造を研究して、日本各地の神社・仏閣などの設計施工を手掛けていた。代表作としては、第二次世界大戦前の浅草観音堂が挙げられている。1822年（文政5年）第9世林明の銘が入った伏鉦が、本堂内にある。
第二次世界大戦時に取り壊された鐘楼は、柱と建築材の一部が1996年（平成8年）の時点で現存していたという。2015年（平成27年）9月20日には、永代供養墓（納骨堂）が完成した。この供養墓は、「無量寿」と名付けられている。

### 彫像
世田谷区は、1978年（昭和53年）4月1日から3年にわたって「世田谷区社寺調査」を実施した。存明寺では阿弥陀如来立像2体が対象となり、その調査結果が公表されている。
調査対象
- 阿弥陀如来立像 - 存明寺の本尊である[2][3][4]。本堂に安置され、江戸時代の作である[4]。法量は像高60.2センチメートル、光背と台座は1947年（昭和22年）または1948年（昭和23年）頃に修理を行った際に新たに造ったものである[4]。寄木造、玉眼嵌入、漆箔、白毫と肉髻珠は水晶製である[4]。肉身部の金泥彩は後補であり、光背と台座を新造した際に両手と両足先の各矧寄を接合した[4]。この像には、紙本墨書の「添状」が付属している[4]。添状は本願寺第13世の宣如の花押があり、存明寺の創建当時の状況や像の造立時期を知る手掛かりとなった[4]。

- 阿弥陀如来立像 - 江戸時代の作で、像高は20.0センチメートルを測る[21]。寄木造、玉眼、漆箔で両手は来迎印を結ぶが、右手首先が欠損している[21]。頭光の中央部分にはめ込まれた銅鏡には「藤原作」という刻銘と巴紋が裏面に見受けられる[21]。存明寺の話によれば、この像は住職の念持仏でかつては庫裏に安置されていたという[21]。胎内にも銘があるというが、内部はすでに確認できない状態になっている[21]。

## 交通アクセス
所在地
- 東京都世田谷区北烏山四丁目15番1号

交通
- 京王線千歳烏山駅から徒歩約15分。または千歳烏山駅バス停留所から関東バス「久我山病院」行き乗車、「寺院通三番」バス停留所下車すぐ。